# منتخب كرواتيا لكرة اليد الشاطئية
منتخب كرواتيا لكرة اليد الشاطئية (بالكرواتية: Hrvatska reprezentacija u rukometu na pijesku)‏ هو ممثل دولة كرواتيا الرسمي في المنافسات والمسابقات الدولية في كرة اليد الشاطئية
.